# History (Canada)
History, precedentemente noto come History Television, è un canale televisivo canadese che trasmette via satellite e via cavo una programmazione a contenuto prettamente informativo, di base documentari fiction e non fiction a contenuto storico. È stato lanciato il 17 ottobre 1997.
Il canale in standard definition è disponibile sia nella Eastern che nella Pacific Time Zone, mentre il canale in alta definizione, lanciato l'8 ottobre 2009, è nazionale e fa riferimento all'orario della Eastern Time Zone.

## Programmazione originale della rete
- Vikings (2013-2021)